# Miguel Riveros
Miguel „Millus“ Edgardo Riveros Silva (* 22. November 1976 in Santiago de Chile) ist ein Illustrator und Blogger.

## Werdegang
1981 emigrierte Riveros zusammen mit seiner Mutter nach Deutschland. Sein Vater, der Kleinkünstler Hugo Riveros Gomez, war im damals autokratisch regierten Chile vom Geheimdienst Augusto Pinochets, kurz nachdem er von der deutschen Bundesregierung politisches Asyl erhalten hatte, verschleppt und ermordet worden.
Riveros schloss eine Ausbildung zum Animationsdesigner an der privaten Animation School Hamburg bei Harald Siepermann und Alexander Mitta ab. 1994 und 1998 illustrierte er zwei Bücher mit Erzählungen für Josef Mahlmeister. Erste Versuche als Comicautor unternahm er im Fanzine Cosmix und der Zeitschrift Unicum. 2004 steuerte er mit The Truth den Titelbeitrag zum Mitgliedermagazin des Cercle Comics Luxembourg bei. 2006 bis 2009 gab er zusammen mit Alexander Fechner die Comicreihe Unheimlich heraus, die später von Axel Mende fortgeführt wurde. Bis einschließlich 2010 lieferte Riveros außerdem einige Beiträge für die Anthologien Jazam und Panik Elektro ab. 2013 war er in der Sendung Kawaii des deutschen Onlineablegers des Fernsehsenders Animax zu sehen. Im selben Jahr wurde er nach dem Austritt der gesamten ursprünglichen Redaktion kurzzeitig Moderator der Sendung J-Mag des Internetportals MyVideo, gab die Tätigkeit 2014 jedoch wieder auf.
Bekannte Auftraggeber im kommerziellen Bereich waren für Riveros bislang Moses Pelham und Sabrina Setlur sowie Unternehmen wie Wacom, Spickmich und Juuuport. Seit 2001 betreibt er hauptberuflich einen Medienblog.
Er lebt und arbeitet zusammen mit seiner Frau, der Comiczeichnerin Mateja „Niloo“ Riveros Silva, geborene Pogacnik, in Köln.

## Veröffentlichungen
- Comic selbst verlegen: Der Comiczeichner-Ratgeber. Xinxii, Berlin 2016, ohne ISBN.
- Yang: Das Buch des Kriegers. Books on Demand, Norderstedt 2014, ISBN 978-3-7357-7843-7.
- Dunkles Kind: Lilianne. Edition 52, Wuppertal 2005, ISBN 3-935229-38-0.
- The Truth. Comicline, Luxemburg 2004, ohne ISBN.
- Dunkles Kind. Edition 52, Wuppertal 1998, ISBN 3-935229-10-0.